# Diacyclops kyotensis
Diacyclops kyotensis – gatunek widłonoga z rodziny Cyclopidae. Nazwa naukowa gatunku została po raz pierwszy opublikowana w 1964 roku przez japońskiego biologa Takashiego Ito.